# Елісон Пік
Елісон Пік (англ. Alison Peek, 12 жовтня 1969) — австралійська хокеїстка на траві.
Олімпійська чемпіонка 2000 року.
Переможниця Ігор Співдружності 1998 року.
Переможниця Трофею чемпіонів 1991, 1993, 1995, 1999 років, срібна призерка 1989 року, бронзова призерка 2000 року.
Чемпіонка світу 1994, 1998 років, срібна призерка 1990 року.